# Sadalgi
Sadalgi (o Sadalga) è una suddivisione dell'India, classificata come town panchayat, di 20.207 abitanti, situata nel distretto di Belgaum, nello stato federato del Karnataka. In base al numero di abitanti la città rientra nella classe III (da 20.000 a 49.999 persone).

## Geografia fisica
La città è situata a 16° 34' 0 N e 74° 32' 60 E e ha un'altitudine di 533 m s.l.m..

## Società

### Evoluzione demografica
Al censimento del 2001 la popolazione di Sadalgi assommava a 20.207 persone, delle quali 10.310 maschi e 9.897 femmine. I bambini di età inferiore o uguale ai sei anni assommavano a 2.643, dei quali 1.401 maschi e 1.242 femmine. Infine, coloro che erano in grado di saper almeno leggere e scrivere erano 12.076, dei quali 7.231 maschi e 4.845 femmine.